# Protobothrops
Genre
Protobothrops est un genre de serpents de la famille des Viperidae.

## Répartition
Les espèces de ce genre se rencontrent en Asie.

## Description
Ce sont des serpents venimeux.

## Liste des espèces
Selon The Reptile Database (7 septembre 2020) :
- Protobothrops cornutus (Smith, 1930)
- Protobothrops dabieshanensis Huang et al.[3] 2012
- Protobothrops elegans (Gray, 1849)
- Protobothrops flavoviridis (Hallowell, 1861)
- Protobothrops himalayanus Pan et al.[4] 2013
- Protobothrops jerdonii (Günther, 1875)
- Protobothrops kaulbacki (Smith, 1940)
- Protobothrops kelomohy Sumontha et al.[5], 2020
- Protobothrops mangshanensis (Zhao, 1990)
- Protobothrops maolanensis Yang, Orlov & Wang, 2011
- Protobothrops mucrosquamatus (Cantor, 1839)
- Protobothrops sieversorum (Ziegler et al.[6] 2000)
- Protobothrops tokarensis (Nagai, 1928)
- Protobothrops trungkhanhensis Orlov, Ryabov & Nguyen, 2009
- Protobothrops xiangchengensis (Zhao, Jiang & Huang, 1979)

## Taxinomie
Selon les certaines classifications ce genre n'existe pas et ces espèces se trouvent dans le genre Trimeresurus.

## Publication originale
- Hoge & Romano-Hoge, 1983 : Poisonous snakes of the world. I. Checklist of the pitvipers: Viperoidea, Viperidae, Crotalinae. Memórias do Instituto Butantan, vol. 44/45, p. 87.